# Логан Тауншип (округ Клінтон, Пенсільванія)
Логан Тауншип (англ. Logan Township) — селище (англ. township) в США, в окрузі Клінтон штату Пенсільванія. Населення — 878 осіб (2020).

## Демографія
Згідно з переписом 2010 року, у селищі мешкало 817 осіб у 276 домогосподарствах у складі 211 родини. Було 376 помешкань
Расовий склад населення:
| - 98,2 % — білих - 0,1 % — вихідців з тихоокеанських островів - 0,1 % — корінних американців - 0,1 % — азіатів |

До двох чи більше рас належало 1,5 %. Частка іспаномовних становила 0,4 % від усіх жителів.
За віковим діапазоном населення розподілялося таким чином: 29,4 % — особи молодші 18 років, 56,6 % — особи у віці 18—64 років, 14,0 % — особи у віці 65 років та старші. Медіана віку мешканця становила 35,7 року. На 100 осіб жіночої статі у селищі припадало 99,3 чоловіків;  на 100 жінок у віці від 18 років та старших — 102,5 чоловіків також старших 18 років.
Середній дохід на одне домашнє господарство  становив 60 860 доларів США (медіана — 52 813), а середній дохід на одну сім'ю — 63 761 долар (медіана — 60 703). Медіана доходів становила 40 139 доларів для чоловіків та 32 500 доларів для жінок. За межею бідності перебувало 17,2 % осіб, у тому числі 32,5 % дітей у віці до 18 років та 4,2 % осіб у віці 65 років та старших.
Цивільне працевлаштоване населення становило 346 осіб. Основні галузі зайнятості: будівництво — 16,2 %, освіта, охорона здоров'я та соціальна допомога — 15,9 %, сільське господарство, лісництво, риболовля — 13,9 %, роздрібна торгівля — 13,0 %.